# Orapa
Orapa – miasto w środkowej Botswanie. 9531 mieszkańców (2011). W mieście znajduje się port lotniczy Orapa.